# Liste der Chief Minister von Karnataka
Die folgende Tabelle listet die Chief Minister von Karnataka mit Amtszeit und Parteizugehörigkeit auf.
| #  | Name                          | Amtsantritt       | Ende der Amtszeit | Partei                          |
| 1  | A. Ramaswami Mudaliar         | 1946              | 24. Oktober 1947  |                                 |
| 2  | K. Chengalaraya Reddy         | 25. Oktober 1947  | 29. März 1952     | Indischer Nationalkongress      |
| 3  | Kengal Hanumanthaiah          | 30. März 1952     | 18. August 1956   | Indischer Nationalkongress      |
| 4  | Kadilal Manjappa              | 19. August 1956   | 31. Oktober 1956  | Indischer Nationalkongress      |
| 5  | Siddhavvanahalli Nijalingappa | 1. November 1956  | 15. Mai 1958      | Indischer Nationalkongress      |
| 6  | Basappa Danappa Jatti         | 16. Mai 1958      | 8. März 1962      | Indischer Nationalkongress      |
|    | (President’s rule)            | 9. März 1962      | 13. März 1962     |                                 |
| 7  | Shivalingappa Rudrappa Kanthi | 14. März 1962     | 20. Juni 1962     | Indischer Nationalkongress      |
| 8  | Siddhavvanahalli Nijalingappa | 21. Juni 1962     | 2. März 1967      | Indischer Nationalkongress      |
|    | (President’s rule)            | 3. März 1967      | 28. Mai 1968      |                                 |
| 9  | Veerendra Patil               | 29. Mai 1968      | 26. März 1971     | Indischer Nationalkongress      |
|    | (President’s rule)            | 27. März 1971     | 19. März 1972     |                                 |
| 10 | D. Devaraj Urs                | 20. März 1972     | 30. Dezember 1977 | Indischer Nationalkongress      |
|    | (President’s rule)            | 31. Dezember 1977 | 27. Februar 1978  |                                 |
| 11 | D. Devaraj Urs                | 28. Februar 1978  | 11. Januar 1980   | Indian National Congress (Urs)  |
| 12 | R. Gundu Rao                  | 12. Januar 1980   | 9. Januar 1983    | Indischer Nationalkongress      |
| 13 | Ramakrishna Hegde             | 10. Januar 1983   | 12. August 1988   | Janata Party                    |
| 14 | Somappa Royappa Bommai        | 13. August 1988   | 20. April 1989    | Janata Dal                      |
|    | (President’s rule)            | 21. April 1989    | 29. November 1989 |                                 |
| 15 | Veerendra Patil               | 30. November 1989 | 9. Oktober 1990   | Indischer Nationalkongress      |
|    | (President’s rule)            | 10. Oktober 1990  | 16. Oktober 1990  |                                 |
| 16 | S. Bangarappa                 | 17. Oktober 1990  | 19. November 1992 | Indian National Congress-Indira |
| 17 | M. Veerappa Moily             | 20. November 1992 | 10. Dezember 1994 | Indian National Congress-Indira |
| 18 | H. D. Deve Gowda              | 11. Dezember 1994 | 30. Mai 1996      | Janata Dal                      |
| 19 | Jayadevappa Hallapa Patel     | 31. Mai 1996      | 10. Oktober 1999  | Janata Dal                      |
| 20 | S. M. Krishna                 | 11. Oktober 1999  | 27. Mai 2004      | Indischer Nationalkongress      |
| 21 | N. Dharam Singh               | 28. Mai 2004      | 2. Februar 2006   | Indischer Nationalkongress      |
| 22 | H. D. Kumaraswamy             | 3. Februar 2006   | 8. Oktober 2007   | Janata Dal (Secular)            |
|    | (President’s rule)            | 9. Oktober 2007   | 11. November 2007 |                                 |
| 23 | B. S. Yeddyurappa             | 12. November 2007 | 19. November 2007 | Bharatiya Janata Party          |
|    | (President’s rule)            | 20. November 2007 | 29. Mai 2008      |                                 |
| 24 | B. S. Yeddyurappa             | 30. Mai 2008      | 31. Juli 2011     | Bharatiya Janata Party          |
| 25 | D. V. Sadananda Gowda         | 4. August 2011    | 11. Juli 2012     | Bharatiya Janata Party          |
| 26 | Jagadish Shettar              | 12. Juli 2012     | 8. Mai 2013       | Bharatiya Janata Party          |
| 27 | Siddaramaiah                  | 13. Mai 2013      | 15. Mai 2018      | Indischer Nationalkongress      |
| 28 | B. S. Yeddyurappa             | 17. Mai 2018      | 19. Mai 2018      | Bharatiya Janata Party          |
| 29 | H. D. Kumaraswamy             | 23. Mai 2018      | 26. Juli 2019     | Janata Dal (Secular)            |
| 30 | B. S. Yeddyurappa             | 26. Juli 2019     | 27. Juli 2021     | Bharatiya Janata Party          |
| 31 | Basavaraj Somappa Bommai      | 28. Juli 2021     | 15. Mai 2023      | Bharatiya Janata Party          |